# Sandra Cauffman
Sandra Cauffman, née le 10 mai 1962 au Costa Rica, est une spécialiste costaricaine et américaine en génie électrique et en physique. Elle est connue pour son travail à la NASA sur différents projets éminents. Son parcours est souligné par ONU Femmes comme exemplaire pour les femmes, en particulier pour les jeunes et les enfants. 
Sandra Cauffman travaille pendant 25 ans au Goddard Space Flight Center de la NASA à Greenbelt, dans le Maryland ; elle y est nommée à des postes de responsabilité sur des missions comme la mission MAVEN vers la planète Mars où elle est chef de projet adjoint et le satellite géostationnaire opérationnel environnemental GOES-R où elle est directrice adjointe de programme. Elle est directrice adjointe de la division d'astrophysique au sein de la direction des missions scientifiques au siège de la NASA à Washington DC. 
Elle est directrice adjointe de la division des sciences de la Terre de mai 2016 à octobre 2021. Sandra Cauffman a débuté comme contractuelle auprès de la NASA le 1er février 1988 et est devenue employée de la NASA le 11 février 1991. Elle est la première femme costaricaine à diriger une mission liée à la planète Mars.

## Biographie

### Jeunesse
Sandra Cauffman est la fille de María Jerónima Rojas ; elle naît au Costa Rica au sein d'un foyer monoparental aux ressources très limitées, à Hatillo. Elle est élevée dans une pauvreté extrême, mais ne renonce jamais à sa passion pour les sciences spatiales. Cette passion lui vient à l'époque du premier atterrissage sur la Lune, elle déclare alors vouloir aller elle aussi sur la Lune. Elle a une enfance difficile, devant souvent déménager, et sa mère étant obligée de cumuler deux ou trois emplois à la fois. Elle est cependant soutenue par sa mère, dans ses rêves et ses aspirations.

### Formation
Sandra Cauffman effectue ses études supérieures d'abord à l'université du Costa Rica dans la province de San José, puis elle part aux États-Unis les poursuivre à l'université George-Mason dans le comté de Fairfax en Virginie, dans la banlieue de Washington. Elle obtient un baccalauréat en physique, un baccalauréat en génie électrique et une maîtrise en génie électrique, tous obtenus à l'université George-Mason. C'est dans cette même université qu'elle apprend l'anglais.

### Carrière scientifique
Sandra Cauffman est en 2014 l'une des quatre Costaricaines travaillant directement pour la NASA. Sur les nombreux projets sur lesquels elle travaille, notamment la première mission d'entretien du télescope spatial Hubble, STS-61, elle est souvent l'une des rares femmes ingénieurs de l'équipe. Sandra Cauffman donne en 2014 une conférence Young TEDx pour inciter les jeunes à rêver et à accomplir leurs rêves. Sandra Cauffman veut que tous les jeunes sachent que même s'ils sont issus d'une famille pauvre, ils peuvent toujours atteindre leurs objectifs. Pour sa retraite, elle envisage d'aller aider les jeunes étudiants STIM au Costa Rica. Elle invite et accompagne en 2016 six lycéens du Costa Rica à visiter Cap Canaveral en tant qu'invités VIP pour le lancement du satellite GOES-16.
Sandra Cauffman travaille sur de nombreuses missions à la NASA. Elle devient notamment chef de projet adjoint pour la mission Mars Atmosphere and Volatile EvolutioN (MAVEN), une mission ayant pour but d'explorer l'atmosphère de la planète rouge. Grâce à ce poste, elle devient largement reconnue dans son pays natal, le Costa Rica.
Par la suite, elle travaille comme directrice adjointe du programme des systèmes pour les Geostationary Operational Environmental Satellite-R (GOES-R), satellites environnementaux opérationnels géostationnaires de la génération R. Elle devient ensuite la directrice adjointe de la Division des sciences de la Terre de la NASA.

## Distinctions et hommages
Sandra Cauffman a reçu de la NASA la Médaille pour réalisations exceptionnelles et, par trois fois, la Médaille du commandement exceptionnel de la NASA. Elle a aussi reçu quatre fois le NASA Acquisition Improvement Award et de nombreux prix GSFC et HQ[Quoi ?]. Elle est chercheuse principale au Conseil pour l'excellence gouvernementale. Elle est membre honoraire de l'Académie nationale des sciences du Costa Rica. Elle est également membre honoraire du Colegio Federado de Ingenieros y de Arquitectos du Costa Rica. En raison de son vaste travail de sensibilisation aux STIM au Costa Rica et en Amérique latine, le gouvernement du Costa Rica émet un timbre philatélique en son honneur en 2017. L'université George-Mason honore les réalisations de Sandra Cauffman lors de son 50e anniversaire en 2018 comme l'un des 50 anciens élèves les plus exemplaires, qui illustrent l'impact de leur diplôme dans le monde entier. Cinq ans plus tard, Sandra Cauffman reçoit le doctorat honoris causa, le plus haut diplôme honorifique de l'université du Costa Rica. La cérémonie se déroule le 8 mars 2023, à l'occasion de la Journée internationale des femmes. Elle est la quatrième femme à recevoir ce titre,.